# Дорофеев, Николай Константинович
Николай Константинович Дорофеев (1918—2000) — советский авиационный инженер, генерал-майор авиации. Лауреат Государственной премии СССР.

## Биография
Родился 16 февраля 1918 года в Москве. Окончил Серпуховское авиационное училище (1940) и ВВИА им. Н. Е. Жуковского (1944).
1944—1954 служил в Государственном Краснознаменном научно-испытательном институте (ГКНИИ) ВВС. Принимал участие в госиспытаниях авиадвигателей.
С 1954 по 1978 год в системе заместителя главкома ВВС по вооружению:
- 1954—1956 — заместитель старшего военпреда ОКБ им. А. И. Микояна,
- 1956—1957 — старший военпред ОКБ им А. С. Яковлева,
- 1958 — старший военпред ОКБ им. А. И. Микояна,
- 1958—1965 — секретарь парткома службы вооружения, заместитель секретаря парткома главного штаба ВВС,
- 1965—1978 — начальник 1-го отдела, заместитель начальника Управления опытного строительства и серийных заказов авиационной техники (УОССАТ) ВВС.

С 1978 г. заместитель начальника главного управления Минавиапрома СССР.
Участник создания и принятия на вооружение новой авиационной техники 2-го и 3-го поколений: самолётов МиГ-21, МиГ-23, МиГ-25, Су-7б, Су-11, Су-15, Су-24, Ан-12, Ан-22, Ан-24, Ан-26, Ил-76, Ту-22 и др., вертолётов Ми-8, Ми-10, Ми-24, Ми-26.
Генерал-майор авиации.
Лауреат Государственной премии СССР.
Награждён двумя орденами Трудового Красного Знамени, орденами Красной Звезды, «Знак Почёта», Отечественной войны I степени, медалями.